# Лирој (Алабама)
Лирој (енгл. Leroy) насељено је место без административног статуса у америчкој савезној држави Алабама.

## Демографија
По попису из 2010. године број становника је 911.
| Група             | 2000.    | 2010.       |
| Белци             | 0 (0,0%) | 715 (78,5%) |
| Афроамериканци    | 0 (0,0%) | 183 (20,1%) |
| Азијати           | 0 (0,0%) | 0 (0,0%)    |
| Хиспаноамериканци | 0 (0,0%) | 2 (0,2%)    |
| Укупно            | 0        | 911         |